# 斯德望六世
教宗德範六世（拉丁語：Stephanus PP. VI；？—897年8月）本名不詳，於896年5月或6月－897年8月或9月出任教宗。由於曾主持殭屍審判羞辱教宗福慕，897年在暴動中被禁錮，後被绞死，可能是福慕的黨徒因憤慨所為。

## 譯名列表
- 见教宗斯德望一世